# Smoky Falls
Smoky Falls est une localité canadienne située dans le territoire non organisé de Cochrane, Unorganized, North Part dans le district de Cochrane en Ontario.

## Annexe